# Fudbalski Klub Voždovac 2013-2014
Questa voce raccoglie le informazioni riguardanti il Fudbalski Klub Voždovac nelle competizioni ufficiali della stagione 2013-2014.

## Rosa
| N. |                                 | Ruolo | Calciatore            |
| -- | ------------------------------- | ----- | --------------------- |
| 1  | Serbia (bandiera)               | P     | Zoran Popović         |
| 1  | Serbia (bandiera)               | P     | Nikola Perić          |
| 2  | Serbia (bandiera)               | D     | Duško Dukić           |
| 3  | Serbia (bandiera)               | D     | Josip Projić          |
| 4  | Serbia (bandiera)               | D     | Slavko Ćulibrk        |
| 5  | Serbia (bandiera)               | C     | Marko Nikolić         |
| 6  | Serbia (bandiera)               | D     | Aleksandar Vasiljević |
| 6  | Serbia (bandiera)               | D     | Slobodan Lalić        |
| 7  | Bosnia ed Erzegovina (bandiera) | C     | Mario Božić           |
| 8  | Serbia (bandiera)               | C     | Stefan Babović        |
| 9  | Serbia (bandiera)               | A     | Marko Pavićević       |
| 9  | Serbia (bandiera)               | A     | Ognjen Ožegović       |
| 11 | Serbia (bandiera)               | D     | Stefan Đorđević       |
| 12 | Serbia (bandiera)               | P     | Marko Knezević        |
| 13 | Serbia (bandiera)               | D     | Vladimir Jašić        |
| 14 | Serbia (bandiera)               | A     | Nemanja Obradović     |
| 15 | Serbia (bandiera)               | D     | Danijel Stojković     |
| 16 | Serbia (bandiera)               | D     | Goran Dragović        |
| 17 | Montenegro (bandiera)           | C     | Adam Marušić          |

| N. |                                 | Ruolo | Calciatore           |
| -- | ------------------------------- | ----- | -------------------- |
| 18 | Serbia (bandiera)               | A     | Saša Jovanović       |
| 19 | Serbia (bandiera)               | C     | Stefan Tripković     |
| 19 | Serbia (bandiera)               | A     | Vladimir Đilas       |
| 20 | Serbia (bandiera)               | A     | Rade Veljović        |
| 21 | Serbia (bandiera)               | D     | Miloš Mihajlov       |
| 23 | Serbia (bandiera)               | D     | Nikola Todorić       |
| 24 | Serbia (bandiera)               | C     | Danilo Sekulić       |
| 25 | Serbia (bandiera)               | C     | Dejan Milovanović    |
| 27 | Bosnia ed Erzegovina (bandiera) | P     | Nemanja Supić        |
| 95 | Serbia (bandiera)               | A     | Nikola Karaklajić    |
|    | Serbia (bandiera)               | D     | Nikola Vasiljević    |
|    | Romania (bandiera)              | C     | Cristian Muscalu     |
|    | Serbia (bandiera)               | C     | Dejan Janković       |
|    | Serbia (bandiera)               | C     | Saša Kiš             |
|    | Serbia (bandiera)               | C     | Dušan Mićić          |
|    | Serbia (bandiera)               | C     | Aleksandar Stojković |
|    | Serbia (bandiera)               | A     | Nikola Lekić         |
|    | Serbia (bandiera)               | A     | Miloš Filipović      |

## Risultati

### Superliga Serbia

#### Girone di andata
| Arbitro: | Bogdanović |

|                     |           |  |
| Petković 33’ (rig.) | Marcatori |  |

| Arbitro: | Jovanetić |

|             |           |              |
| Marušić 80’ | Marcatori | 64’ Alivodić |

| Arbitro: | Mihajlović |

|  |           |                          |
|  | Marcatori | 48’ Marušić 82’ Ožegović |

| Arbitro: | Anđelovski |

|               |           |           |
| Obradović 62’ | Marcatori | 59’ Đurić |

| Arbitro: | Veselinović |

|            |           |           |
| Gavrić 40’ | Marcatori | 89’ Đilas |

| Arbitro: | Vukadinović |

|             |           |  |
| Marušić 26’ | Marcatori |  |

| Arbitro: | Grujić (Niš) |

|                                      |           |  |
| Sinđić 15’ Janković 21’ Aškovski 78’ | Marcatori |  |